# 王元穉
王元穉（1843年—1921年），字師徐，號子孺，又號少樵，浙江錢塘（今杭州）人，籍貫福建閩縣，清朝政治人物，舉人出身。
王元穉於光緒十年（1884年）上任台灣府儒學訓導，隸屬於台灣道台灣府，為台灣清治時期的地方官員，該官職主要從事台灣府境內之教育行政部分，受台灣府儒學教授制約。